# SEAL
Els equips Mar, Aire i Terra de la Marina dels Estats Units (en anglès: United States Navy Sea, Air and Land) o SEAL (acrònim de Sea, Air and Land), coneguts habitualment com a US Navy SEALs o Navy SEALs, són la principal força d'operacions especials de la Marina dels Estats Units. Els SEAL estan enquadrats en el Comandament de Guerra Naval Especial dels Estats Units (NSWC o NAVSOC), que és el comandament de la Marina dels Estats Units per a les operacions especials. Sota la mateixa direcció s'entrenen, planifiquen i executen les seves missions els equips SEAL, així com els equips SWCC (tripulants de les embarcacions d'operacions especials). Els SEAL són el component marítim del Comandament d'Operacions Especials dels Estats Units (USSOCOM).
L'acrònim de la unitat (“SEAL”) fa referència a la seva capacitat per operar en mar, aire i terra; però és la seva habilitat per treballar sota l'aigua la que els diferència de la majoria de les altres unitats militars del món. L'experiència adquirida en operar en camps de batalla en l'oceà o en aigua dolça ha donat forma a la seva identitat i, com a resultat, se'ls considera com una de les unitats amfíbies més altament qualificades i capacitades del món. Els Navy SEALs estan entrenats i han estat desplegats en una àmplia varietat de missions, incloent operacions d'acció directa i de reconeixement especial, guerra no convencional, defensa interna a l'estranger, rescat d'ostatges, contraterrorisme i altres missions. Sense excepció, tots els SEALs són membres masculins de la Marina, del Cos de Marines o de la Guàrdia de Costa dels Estats Units.
Els primers grups van entrar en servei en el 1962, durant el mandat del president John F. Kennedy.

## Història

### Orígens
Els SEAL de la US Navy tenen el seu origen en diverses unitats especials creades en la Segona Guerra Mundial: els Scout and Raiders, les Unitats de Demolició de Combat de la Marina, els bussos de combat de l'OSS, els Equips de Demolició Submarina i els Esquadrons de Torpeders a Motor de la Segona Guerra Mundial.
En 1947 es va crear la UDT (Underwater Demolition Team, Equip de Demolició Submarina). Eren voluntaris de la US Navy i del Cos de Marines. Durant la Guerra de Corea van liderar el desembarcament en Incheon, van netejar ports i van volar ponts i túnels a Corea del Nord.
De totes maneres els SEALS no veurien la llum fins a 1962. El fracàs de Badia de Cochinos va fer que el president Kennedy sol·licités la creació d'una força especial. En aquest moment, la Marina va donar llum verda a la creació d'un cos d'operacions especials sota el nom codificat de SEAL, la missió del qual seria la guerra de guerrilles i operacions clandestines en els entorns marítim i fluvial.
Els SEAL es componien de dos equips, i per a la seva organització es va prendre com a model al SAS/SBS (Special Boat Service) britànic, especialment aquest últim. L'equip SEAL One operava en el Pacífic i SEAL Two en l'Atlàntic. Els membres del SEAL eren principalment reclutats a partir dels UDT.

### Vietnam: Una guerra per a les operacions especials

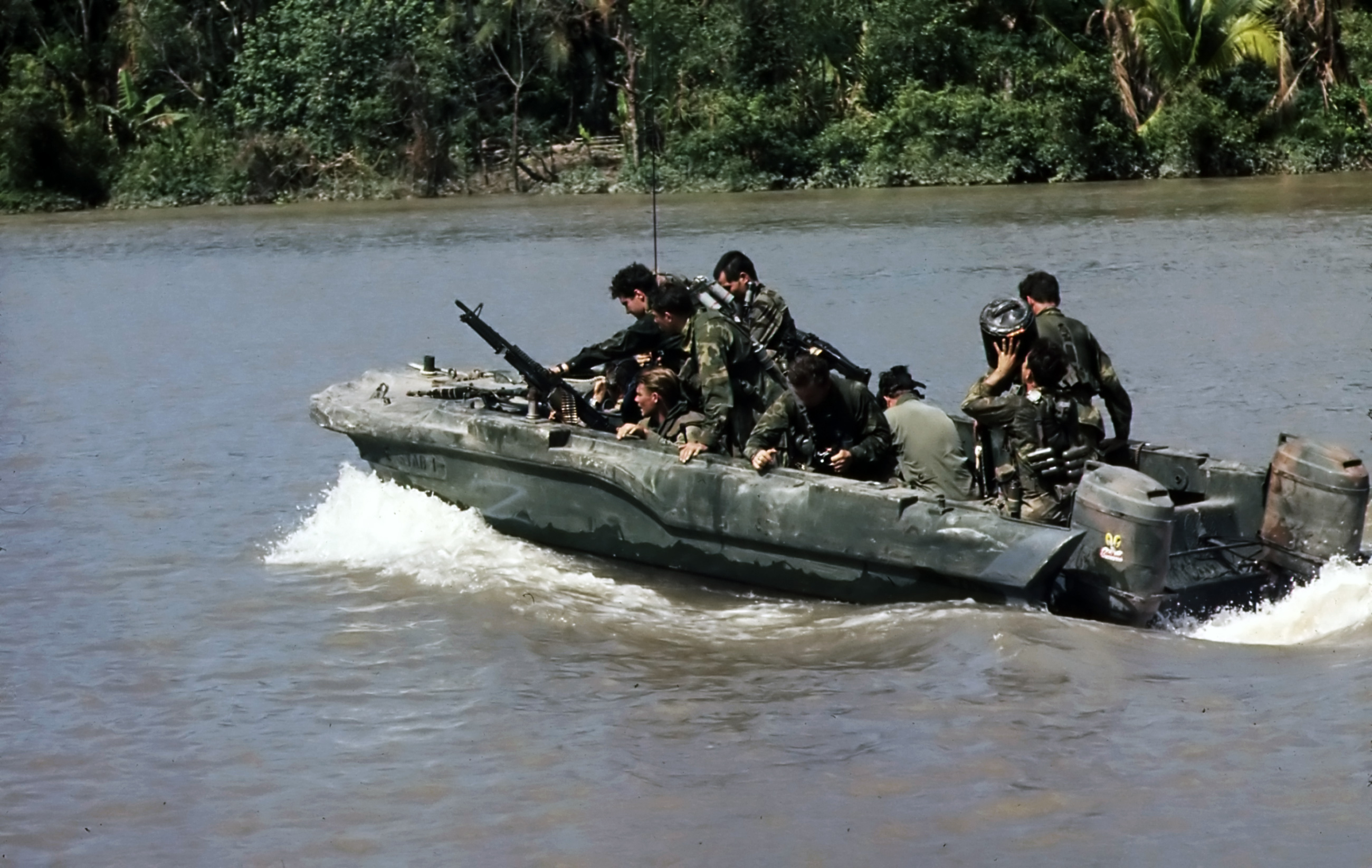
SEALs patrullant el Delta del Riu Mekong, 1967.

Per les característiques de la Guerra de Vietnam (absència de fronts, incursions des de països veïns, dificultat per distingir a combatents de no combatent) aquesta va exigir a la participació d'un nou tipus de forces més allunyades de l'estructura de combat tradicional (una secció pertanyent a una companyia, aquesta al seu torn a un batalló, etc..).
Estats Units havia fundat els Rangers el 19 de juny de 1942 seguint l'esquema dels esmentats SAS britànics, és a dir, una força petita, aïllada i formada per soldats especialistes cadascun en un camp.
Abans de la participació directa en la guerra ja estaven destinats al Vietnam milers d'assessors i l'Exèrcit estatunidenc havia creat una de les seves més famoses unitats, els Boines Verdes. Per la seva banda la Marina estatunidenca també havia comprovat el necessari que li resultava disposar de forces petites i amb capacitat d'actuar aïllades per infiltrar-se en territori enemic i causar danys molt localitzats, però molt contundents. Així en 1962 es va crear aquesta força a imitació del Special Boat Service britànic tenint com a primer objectiu ampliar les funcions de la força de combat de bussejadors, els equips de demolició submarina de la Marina (EDS)

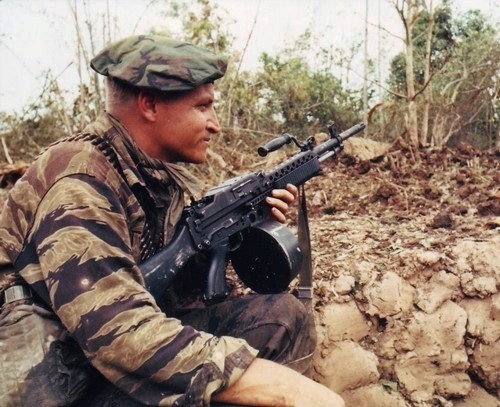
SEAL a Vietnam amb una metralladora Stoner 63A.

Al febrer de 1964 els SEALs operaven dins de Vietnam del Nord, al maig d'aquest any (1964) els Grups de Defensa Irregulars Civils van començar a enviar els primers nadius per participar en el Projecte Delta, al setembre van començar les actuacions dins de Laos i el 1965 dins de Cambodja.
D'aquesta forma els SEALs van ser enviats al Vietnam del Sud per realitzar missions Sat Cong (Matar Comunistes), reconeixements, informació, vigilància, rescat de presoners, guerra psicològica i un llarg etcètera on van destacar sobre les altres forces americanes, arribant a ser considerats per amics i enemics com una de les forces més dures i temibles. Rebria l'encàrrec, entre d'altres, de vigilar i patrullar el delta del riu Mekong on les seves llanxes de la Força Fluvial Mòbil van comprovar tots els perills i la facilitat dels guerrillers del Viet Cong de realitzar atacs molt mortífers contra ells. Els SEAL van desenvolupar un treball dur, acumulant un impressionant historial de combat i aconseguint tres Medalles d'Honor del Congrés.
El 28 d'octubre de 1965 va morir el primer SEAL al Vietnam. Des de llavors fins al 1972 van morir altres 45 SEAL. Vietnam va aportar moltes lliçons que es van integrar en l'entrenament i procediments dels SEAL.
Els SEAL van realitzar missions clandestines al Vietnam del Nord des de maig de 1964 a 1971, aquestes incloïen sobretot reconeixements del Port de Hải Phòng i altres punts estratègics. En aquestes missions eren inserits des de submarins i després ascendien per rius o s'apropaven a la costa mitjançant bots inflables IBS. Les patrulles costaneres i d'interdicció incloïen control i captura de bots, cerca i sabotatge a la indústria marítima norvietnamita.
Els SEAL van començar a desplegar-se al Vietnam del Sud en 1966, inicialment dedicant-se a operacions d'intel·ligència. Els SEAL establien posats d'observació en el Delta del Mekong per localitzar la xarxa de rutes del Viet Cong. Quan localitzaven una ruta o base enemiga s'establien emboscades o atacs. La primera operació important va ser al desembre de 1966, es van capturar documents que indicaven la situació dels pous d'aigua del Viet Cong a la Zona Especial de Rug Sat. Els SEAL van volar aquests pous i van privar a l'enemic de la major part de la seva aigua fresca.
El setembre del 1967 i març de 1968 els americans van llançar operacions per destruir els Búnkers i magatzems enemics en el Delta del Mekong, en elles els SEAL van actuar com a exploradors i guies, localitzant els objectius i dirigint els atacs. Els SEAL també van demolir ponts al llarg de la Ruta Ho Chi Minh i van tenir una important participació en el Programa Phoenix.

### Missions d'espionatge
A la US Navy se li va ocórrer la idea de punxar els cables de comunicacions submergits de l'antiga URSS. Aquests cables semblarien segurs pels russos, però a l'octubre de 1971 el submarí USS Halibut (SSN-587) va arribar al mar d'Okhotsk, i diversos bussejadors del SEAL van col·locar bobines d'escolta en un cable rus que unia la flota del Nord amb Moscou. Després de demostrar que es podia fer, el USS Halibut va tornar en 1972 per instal·lar al costat del cable una càpsula d'enregistrament de gran capacitat. Aquesta tècnica no danyava els cables i era improbable detectar-la fàcilment.
En 1979 es van afegir nous cables com a objectius d'aquesta operació, emprant un altre submarí més, USS Parche (SSN-683). En el 2005 es va assignar el USS Jimmy Carter (SSN-23), equipat per a operacions especials amb una extensió de 30 metres coneguda com a MMP (Multi-Mission Platform).
Entre aquestes missions submarines els SEAL van ajudar a recuperar del fons marí restes de míssils soviètics.
Així mateix membres del SEAL van fer costat al Special Activities Staff (SAS) de la CIA en el minat de ports nicaragüencs en els anys 80, com a part de la política de desestabilització contra el govern sandinista.

### Guerra Iran-l'Iraq
En la guerra de l'Iraq i Iran, els equips SEAL van dirigir missions per contrarestar els vaixells iranians que minaven les aigües del Golf Pèrsic. L'agost de 1987 s'inicia el trasllat de dos equips SEAL (SEAL Team 1 i Team 2), embarcats en el USS Guadalcanal (LPH-7) i altres bucs desplegats a la zona. En paral·lel, dos helicòpters AH-6 i quatre MH-6 Little Bird del 160è Regiment d'Aviació d'Operacions Especials s'envien a la zona per ser embarcats en les Fragates USS Klakring (FFG-42) i USS Jarret (FFG-33), constituint els destacaments Seabat 1 i 2 amb un MH-6 i dos AH-6 cadascun.
El govern americà va llogar dues barcasses de 132 metres de llarg i 45 metres d'ample a la Kuwait Oil Tanker Company. Van ser transformades per al seu ús militar, amb una coberta per a helicòpters i podent allotjar fins a 161 homes. Així mateix al setembre arriben sis llanxes ràpides Mk.III, bots pneumàtics i equip de les Special Boat Unit (SBU) 12 i 13 per participar en l'operació. Això va permetre desplegar a partir d'octubre als SEAL, llanxes i helicòpters al llarg de les rutes dels petroliers.
Al setembre el buc iranià Iran Ajr és descobert en ple minat. El Seabat 2 ataca al buc per detenir el minat. Tres llanxes Mark III amb operadors SEAL arriben a la zona, rescatant als tripulants iranians que havien abandonat el vaixell. Mentrestant més SEAL arriben des del USS Guadalcanal (LPH-7) en un helicòpter CH-46D Sea Knight per embarcar en una llanxa de desembarcament i formar un equip d'abordatge.
Els reconeixements electrònics van descobrir que la majoria de les plataformes petrolieres iranianes servien com a centres de comandament i control de les tasques de minat, a més de complir missions d'intel·ligència.
A l'octubre de 1987 hi ha un enfrontament entre llanxes ràpides iranianes i helicòpters americans. Tres llanxes Mk. III són despatxades a la zona amb operadors SEAL, asseguressin la zona i capturen cinc mariners iranians que es trobaven nedant a la rodalia.
A l'octubre es llança l'operació Nimble Archer, motivada per l'atac iranià contra el petrolier Sea Isle City, quan es trobava ancorat en aigües kuwaitianes. Després del bombardeig de quatre destructors de la US Navy, un equip de SEAL i una unitat de demolició es van apropar a dues plataformes iranianes utilitzant bots ràpids. Van volar una d'elles, mentre que l'altra va ser incendiada pel bombardeig previ i que va acabar destruïda per complet. Després d'això van assaltar una tercera plataforma a dues milles, abandonada precipitadament pels iranians. En aquesta van aconseguir capturar documents i equips de comunicacions militars.
El 14 d'abril de 1988 les forces SEAL van participar de l'operació Praying Mantis. És molt possible que els comandos SEAL participessin durant tot aquest desplegament en moltes accions encobertes, potser fins i tot infiltracions clandestines en territori iranià. En 1988 els equips SEAL desplegats van ser reemplaçats en 1988 per la Delta Force.

### Grenada

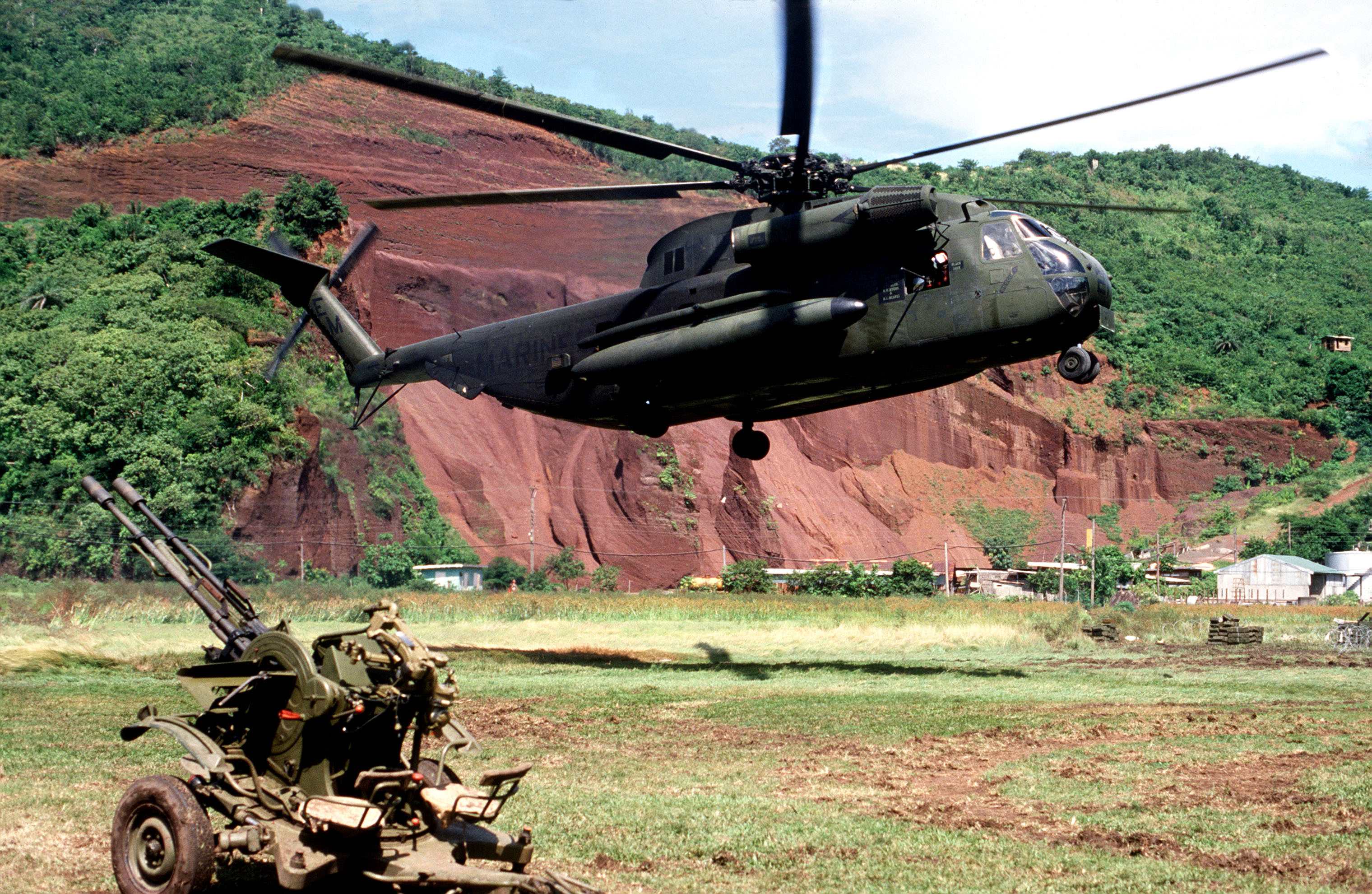
Helicòpter de l'USMC a Grenada, es pot veure una de les armes antiaèries que tants problemes van crear.

Durant la invasió a Grenada en 1983, codificada amb el nom de Fúria Urgent, unes hores abans de la invasió, els equips dels SEAL van desembarcar per marcar els punts de desembarcament. El SEAL Team 6 va iniciar la seva missió en l'aeroport de Punta Salinas. La tasca consistia a reunir informació sobre el lloc per facilitar l'assalt aerotransportat. També havien de col·locar els fars en terra per dirigir als C-130 a les zones correctes de l'aterratge. Amb condicions climàtiques adverses, els SEALS van saltar en paracaigudes a la meitat de la nit. Quatre dels SEALS, sobrecarregats i embullats en els seus paracaigudes, es van ofegar en el mar. Els SEALS van haver d'avortar la missió i dirigir-se amb el bot restant a un Punt d'Evacuació. La nit següent, un altre escamot SEAL va ser desplegat amb la mateixa missió. Aquesta vegada es van aproximar a la platja; però poc abans d'arribar van trobar un violent trencador que va enfonsar els bots i van perdre la major part del seu equip, sent forçats una altra vegada a avortar. Els SEAL van acabar sense informació de l'objectiu i sense haver col·locat els fars per a l'assalt dels Rangers.

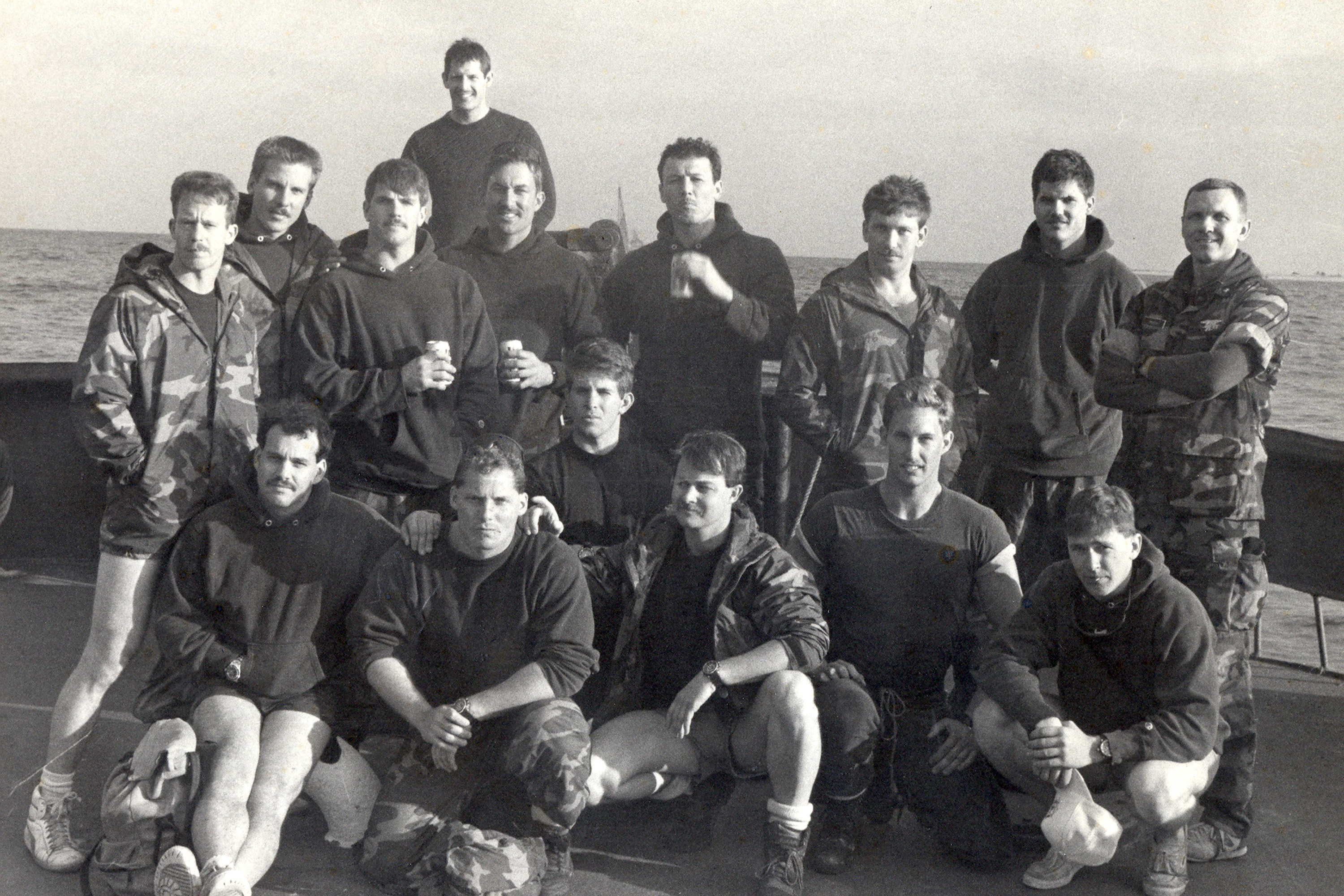
Equip SEAL Quatre, just abans de l'operació a Grenada.

Al mateix temps, un altre grup de SEAL s'infiltra per helicòpter sobre la Residència del governador, per portar-lo a un lloc segur, però es van trobar amb un fort foc antiaeri. Quatre helicòpters americans van ser abatuts i els SEAL van ser ràpidament envoltats per soldats locals i tres BTR-60 que van bloquejar les sortides de la casa. Els SEAL es van veure obligats a resistir en la residència fins a l'arribada de la resta de les forces americanes. El tirador especial de l'escamot SEAL va neutralitzar a més de 21 soldats, transformant-se en un element clau en la defensa. Es va haver d'enviar un AC-130 de suport, a més d'un atac amb avions A-7 que va destruir les armes antiaèries. Gràcies a això, els SEALS van poder sostenir la posició durant 24 hores. El 26 d'octubre van connectar amb la 22a Unitat Amfíbia de Marines. Els SEALS van tenir un sol ferit en aquesta acció i en arribar els Marines els quedaven una mitjana de 5 cartutxos per home.
També es va encarregar a un equip de 22 homes del SEAL Team SIX, la captura de l'estació de Ràdio Grenada Lliure. Estava en el cim d'un pujol que dominava la vista cap a l'oceà i era fàcilment identificable per les antenes de ràdio. Van sostenir la posició per dues hores, tenint quatre ferits. Finalment, per evitar més pèrdues van destruir el transmissor i van evacuar l'edifici. Abans d'abandonar l'edifici van sol·licitar suport de foc naval a l'USS CARON. Els SEAL van consumir tota la dotació de munició en la fugida cap al mar.

### Guerra del Golf
Membres de l'equip SEAL Cinc van participar en la guerra del Golf, en 1991. L'agost de 1990 quan l'Iraq va envair Kuwait, l'equip SEAL Tres va ser enviat a la zona.
Durant la invasió terrestre, membres de l'Equip SEAL 1, van estar encarregats de crear maniobres de distracció. Van fer que dues divisions iraquianes es desplacessin cap a la costa per repel·lir un suposat assalt amfibi que mai va tenir lloc.
El SEAL va entrenar a tretze Kuwaitians per qualificar-los en infiltració marítima, i així poder introduir-se a Kuwait i col·laborar a establir una resistència organitzada dins de Kuwait.

### Panamà
Al desembre de 1989, Estats Units va iniciar la invasió a Panamà amb l'operació denominada Causa Justa, en la qual van assignar a les Forces Especials SEAL prendre l'aeròdrom Paitilla i capturar a Manuel Antonio Noriega o neutralitzar el seu avió per evitar que escapés. Així mateix l'altra missió assignada era neutralitzar els patrullers navals panamenys. En l'Operació van partir els Equips SEAL DOS i QUATRE. Els problemes que van tenir van ser deguts a la pèrdua del factor sorpresa, les ordres dictaven una aproximació discreta que va retardar massa l'arribada a l'objectiu. Una sèrie de decisions polítiques desencertades des del punt de vista militar, va suposar enviar als SEAL a una missió que no era la seva, i que va acabar en fracàs.
La missió de capturar a Manuel Antonio Noriega en l'aeròdrom Paitilla va ser un fracàs. El motiu d'aquest fracàs va ser que encara que els SEALs estaven entrenats, no estaven equipats per prendre l'aeròdrom que se'ls va assignar la missió. Tres seccions de 16 SEAL, en 16 bots, van prendre part en l'acció, assaltant l'aeròdrom des del canal. El grup de SEAL que va tractar de neutralitzar l'avió de Noriega per evitar que escapés va ser descobert pels panamenys, sense protecció i il·luminats per les llums de la pista i del perímetre. En l'intercanvi de foc van resultar morts quatre SEAL i nou ferits.
En l'altra missió assignada als SEAL es va preveure inserir nedadors, per col·locar explosius en els patrullers. No obstant això, arribat el moment cap dels tres vaixells designats com a objectius estava a la seva base de Port Balboa. Solament un d'ells, el Presidente Porras, estava localitzat prop de la base americana de la qual va partir l'atac. Quan els bussos SEAL van aconseguir l'objectiu van ser descoberts, però així i tot van col·locar els seus explosius i es van retirar. El vaixell va ser destruït.

### l'Iraq
El desplegament més gran del SEAL es va donar durant la invasió de l'Iraq, quan les missions del SEAL es van dirigir a assegurar totes les infraestructures petrolieres del sud de la península Al-Faw, així com les terminals de gas i petroli davant de les costes, buidant canals fluvials crítics perquè els subministraments poguessin arribar al país. En aquestes missions van col·laborar amb el SBS britànic i el GROM polonès.
En el segon dia d'hostilitats al març de 2003, es va iniciar una operació conjunta SEAL i GROM, comptant amb les embarcacions ràpides Mk.V del Special Boat Team americà. Comandos SEAL i GROM es van apoderar de plataformes petrolieres davant de la península d'Al Faw.
Indubtablement que el més dramàtic esdeveniment de PR durant el conflicte va ser l'operació del 2 d'abril per rescatar a Jessica Lynch, soldat de 1a classe que havia caigut presonera uns dies abans quan les forces iraquianes havien emboscat a la seva unitat (una companyia de manteniment) a la Ciutat d'An Nasiriyah, matant a diversos dels seus companys soldats i capturant a altres cinc. Però les forces de rescat en si no van ser les que van dur a terme aquesta operació, malgrat que la força de tasca incloïa uns quants paracaigudistes (PJ) de la Força Aèria. Més aviat van ser els SEALS de la Marina els que van proporcionar el suport directe perquè els Comandos de l'Exèrcit poguessin realitzar aquesta missió d'acció directa, la qual també incloïa una acció diversionaria per part de la Infanteria de Marina duta a terme per la Força de Tasca Tarawa, que es trobava a la rodalia, i per un atac aeri de Harriers AV-8 contra una oficina del Partit Baath. Així mateix, franctiradors de la Infanteria de Marina i equips de forces especials van entrar a la ciutat per aniquilar membres del partit Baath i recopilar intel·ligència. Helicòpters CH-53 i CH-46 de la Infanteria de Marina van inserir l'element terrestre de la força conjunta mentre que un grup d'helicòpters armats AC-130 de la Força Aèria, helicòpters d'atac AH-1W de la Infanteria de Marina, i MH-6 Little Birds de l'Exèrcit circulaven en l'aire per proveir suport de foc immediat. Desplaçant-se ràpidament, la considerable força va neutralitzar l'àrea, va entrar a l'hospital de la ciutat sota el control de l'enemic, i va rescatar a Lynch. Des del punt de vista d'audàcia, aquesta maniobra pot comparar-se amb la gran incursió Son Tay dins del Vietnam del Nord en el 1970, malgrat que, a diferència d'aquella incursió, aquesta va resultar en l'alliberament d'un nord-americà, el primer des de la Segona Guerra Mundial. I el que és més important, es va demostrar al món fins a quin punt els Estats Units està disposat a arribar per rescatar a la seva gent.
En la posterior ocupació diversos terroristes d'alt perfil van ser capturats o eliminats pels SEAL, incloent a Ahmed Hashim Abed, la suposada ment mestra de l'homicidi de quatre mercenaris de Blackwater a Fallujah, l'any 2004.

### Altres intervencions

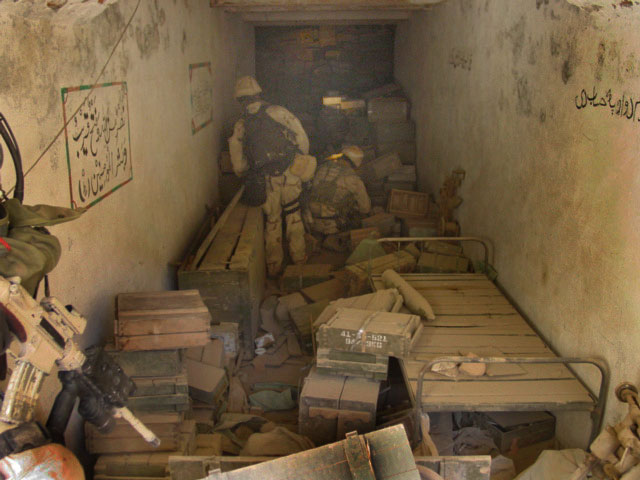
SEALs en un complex de coves dels talibans a les muntanyes de l'Afganistan en el 2002.

Encara que van ser creades gairebé ex profeso per lluitar durant la guerra del Vietnam, els SEAL han participat en gairebé totes les accions importants on la Marina nord-americana ha estat compromesa. Es poden citar algunes:
- El rescat del vaixell Aquile Lauro segrestat per terroristes palestins.
- En la batalla de Mogadixo lliurada a Somàlia durant l'Operació Retornar l'Esperança. Fins i tot un dels veterans en aquesta batalla va comentar que una de les absències oposades en la pel·lícula Black Hawk abatut era la no aparició dels SEAL.
- En la Guerra del Golf.
- Invasió de l'Afganistan entre altres llocs.
- En la Invasió de l'Iraq.
- A l'abril de 2009, van alliberar al capità Phillips de nacionalitat nord-americana d'un navili segrestat per pirates somalis. Tres franctiradors del SEAL van estar en la coberta del vaixell i un destructor de la Marina, i van disparar simultàniament, matant als tres pirates que custodiaven al capità.
- Alliberament d'ostatges a l'Iraq (desembre de 2010).
- Mort d'Osama bin Laden (maig de 2011) a Abbottabad, Pakistan

Generalment en missions d'operacions especials, però també amb funcions de simple vigilància d'instal·lacions vàries. Així van ser els SEALs els encarregats de la seguretat del port de Umm Qasar fins a l'arribada del contingent espanyol destinat a l'Iraq en el 2003.
La majoria de les operacions realitzades per aquest cos són estrictament confidencials, a causa que el coneixement d'informació referent a certes operacions per part de grups de risc -civils, objectius de l'operació...- pot ser perjudicial per a la seguretat dels membres del SEAL.
L'1 de maig de 2011 un comando de 20 SEAL van dur a terme una operació a la ciutat d'Abbottabad (Pakistan) en la qual va resultar mort Osama Bin Laden, líder d'Al-Qaeda.

## Organització
El Seal es divideix en equips (SEAL Team), unitat bàsica tàctica, tenint cadascun un nombre i estant basats els imparells en la costa Oest (formant el Grup Especial Naval Warfare 1) i els parells en l'Est (Grup Especial Naval Warfare 2). En els seus inicis comptava solament amb dos equips, que han anat creixent fins a formar sis equips. Cadascun té assignada una zona geogràfica d'operacions. En aquests equips caldria subratllar el Naval Special Warfare Development Group. En el 1983 tots els Equips de Demolició Submarina (UDT) van passar a denominar-se SEAL Swimmer Delivery Vehicle Team (SDVT), posteriorment el SDVT va passar a anomenar-se Seal Delivery Vehicle Team, formant el Naval Special Warfare Group 3.
- Equip Seal U: Té la seva base a Coronado. Té 8 escamots operatius. El seu àmbit geogràfic d'operacions és el Sud-est asiàtic.
- Equip SEAL Dos: Little Creek. Té 8 escamots. Àmbit geogràfic: Europa.
- Equip SEAL Tres: Coronado. Té 8 escamots. Àmbit geogràfic: Sud-oest asiàtic.
- Equip SEAL Quatre: Little Creek. Té 10 escamots. Àmbit geogràfic: Llatinoamèrica. Per això és l'únic equip en què s'exigeix parlar en llengua castellana.
- Equip SEAL Cinc: Coronado. Té 8 escamots. Àmbit geogràfic: Pacífic nord.
- Grup de Desenvolupament de Guerra Especial Naval (DEVGRU): Antigament denominat Equip SEAL Sis. És la unitat antiterrorista de la Marina Equip SEAL núm. 6 creada a l'octubre de 1980. Aquest grup és l'elit del SEAL, ja que selecciona als seus membres entre la resta d'equips SEAL i UDT. Els membres d'aquest equip tenen un entrenament superior a la resta del SEAL.
- Equip SEAL Vuit: Little Creek. Té 8 escamots. Àmbit geogràfic: Carib, Àfrica i El Mediterrani.
- Equips SEAL Delivery Vehicle (SDV): Aquesta unitat s'encarrega del transport i proveïment dels equips SEAL si les seves missions així ho requereixen. Hi ha dos equips, que operen minisubmarins Mk.VIII Mod 1. Aquest és un minisubmarí de propulsió elèctrica que pot transportar fins a sis SEALs en operacions d'inserció/extracció submarines. Alguns tubs llançatorpedes de submarins SSBN de la Marina es van transformar per a l'entrada i sortides a superfície de comandos SEAL, ja que es poden transportar en cada submarí fins a 66 SEAL i els seus equipaments.

L'organització permet veure com es va seguir el model del SAS/SBS en crear els SEAL. Encara que amb el temps l'estructura s'ha modificat d'acord amb els nous requeriments, però sempre es busca que cada secció sigui capaç de muntar les seves pròpies operacions de manera autònoma. Cada equip SEAL consta de 27 oficials i 156 homes, comptant per al combat amb uns 64 membres o operadors. Normalment cada equip del SEAL es divideix per al combat en escamots, composts per 8 membres, encara que depenent de l'operació els SEAL poden operar des de parelles fins a l'equip sencer. Seguint el model del SAS/SBS cada membre de la patrulla és un especialista: un en demolicions, un altre en electrònica, un en navegació cartògraf i un para-sanitaris. La infiltració en territoris hostil requereix discreció, per això els membres són pocs es prefereix la comunicació mitjançant gestos, d'acord als ensenyaments apresos al Vietnam.
En l'equip els membres solen portar equips de visió nocturna i GPS. La visió nocturna és vital, ja que per regla general les operacions se solen fer a la nit. Un Equip Seal normalment porta un Franctirador i entre 2 i 4 metralladores lleugeres de suport i la resta de membres va armat amb fusells d'assalt M4 o la seva variant SR25. El fusell que utilitzen en combat urbà és el MP5, ja que aquest empra munició amb menor abast i capacitat penetradora que el M4, així les bales no travessen les parets podent ferir a altres components de l'escamot.
Les infiltracions aèries es fan mitjançant salts HALO/HAHO, la qual cosa requereix un fort entrenament per aconseguir salts de precisió que facin que els vuit membres caiguin en un mateix punt. La infiltració des del mar ben pot ser mitjançant minisubmarins, bussejant fins a la costa o aprofitant rius, a través d'una zodiac. Per operar en el desert els SEAL compten amb un cotxe especial, el Desert Patrol Vehicle, dissenyat per portar a 3 persones més un passatger o combustible.

## Selecció i entrenament
Els requeriments per entrar en el curs de selecció del SEAL són:
- El candidat ha de ser un militar en actiu de la marina de guerra dels Estats Units o del Servei de Guardacostes.
- L'edat màxima són 28 anys.

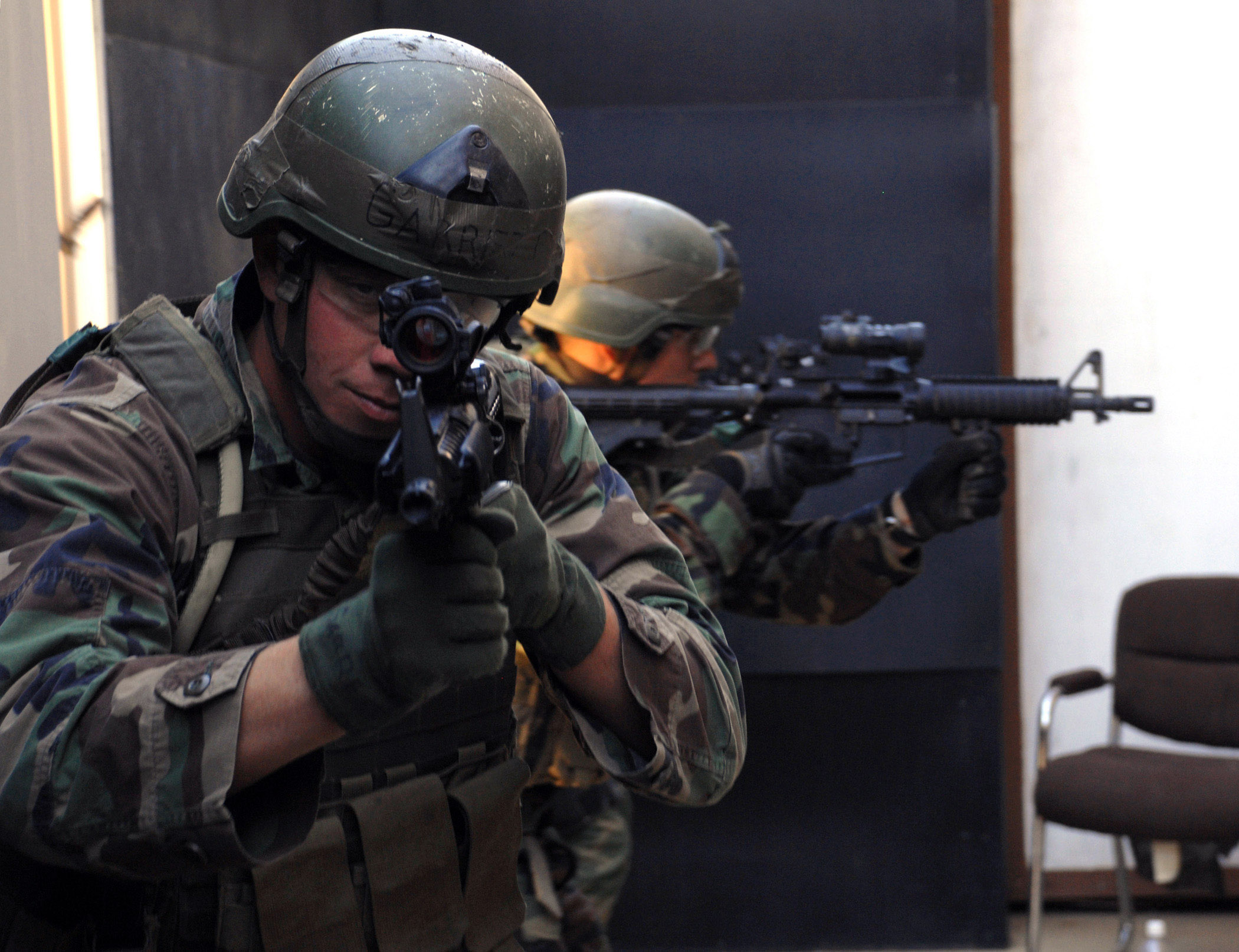
Alumnes practiquen exercicis CQB durant un entrenament de qualificació SEAL.

L'entrenament i selecció dels SEAL, inspirat en el del SAS/SBS britànic, tracta de portar als seus membres fins al límit físic i psicològic. En la selecció del SEAL es porta als candidats fins a l'extenuació social, física i psicològica, posant a prova el ben que pot un home treballar en equip sota intensa pressió mental i dolor físic. La selecció dels SEAL s'engloba en la primera fase del curs de sis mesos, arribant al punt cim de l'entrenament en la Setmana de l'Infern, cinc dies en els quals els reclutes passen per constant fred, gana i se'ls priva de somni. El percentatge d'abandó dels candidats en la selecció és proper al 90%. La majoria dels reclutes es retira molt abans de la Setmana de l'Infern en no resistir l'entrenament, que implica córrer 15 milles, a més de nedar 2 milles en aigües obertes i intenses proves físiques.
Les fases del curs inicial de selecció són:
- Fase 1 - Condicionament bàsic. Dura vuit setmanes. Es basa en la condició física, habilitats en l'aigua, treball en equip i resistència. Les primeres tres setmanes preparen la quarta setmana, coneguda com la "setmana de l'infern". Les 4 setmanes restants estan dedicades a mètodes de reconeixement aquàtic i navegació.
- Fase 2 - Busseig. Dura vuit setmanes. S'entrena i qualifica als candidats en busseig de combat. L'entrenament físic és continu i es fa cada vegada més intens.
- Fase 3 - Guerra terrestre. Dura nou setmanes. Se centra en orientació, tàctiques de guerrilla, tècniques de patrulla, ràpel, tir i demolició. Les últimes 3 setmanes i mitja es passen a l'Illa de Sant Clement, on els candidats apliquen les tècnica apreses. Per completar l'entrenament se segueix un curs de tres setmanes de paracaigudisme.

Entre l'inici de la instrucció i el moment final que el voluntari és admès i pot ingressar en els SEAL passa un any i mig d'entrenament, al que cal sumar un any més d'entrenament fins al primer desplegament en combat.

## Missions i armament
Les missions del SEAL són principalment: 
- Accions directes: Petits raids contra l'enemic, com a emboscades o destrucció d'objectius clau.
- Reconeixements especial: Operacions com a vigilància de platges, posats d'observació, i operacions de vigilància.
- Guerra no convencional: Guerra de guerrilles darrere de les línies enemigues i contraguerrilla.
- Defensa interna a l'estranger i contraterrorisme: Inclouen tant accions directes contra operacions terroristes com a accions preventives.

L'armament bàsic amb què compten els SEAL és el següent, encara que depenent de les circumstàncies poden usar un altre armament (com va ser el cas al Vietnam):
- Pistola automàtica SIG Sauer P226 9mm
- Revòlver 357 Magnum S&W
- Pistola automàtica Heckler & Koch MK23 MOD 0 45
- Fusell d'Assalt M4A1 5.56 mm
- Fusell d'Assalt Chicom Type 56 (AK-47)
- Fusell d'Assalt MK.18 Mod0 i MK.11 Mod0 (la primera versió CQB del M4 i el segon un rifle de tirador basat en un SR-25)
- Fusell d'Assalt M14 7.62 (versió franctirador)
- Llançador de Granades M79 40mm i MK 19 mod 3 40mm
- Llançador de Granades M203 40mm, adaptat a fusells d'assalt.
- Morter M224 60mm
- Escopeta Mossberg 12 GA
- Metralladores MK 43 7.62mm i M2HB .50
- Subfusell MP5
- Coets an AT-4 i M72 LAW
- Rifle franctirador N91 RH/LH 7.62, 300 WINMAG i M88 .50 PIP .

## Imatges

### Mar

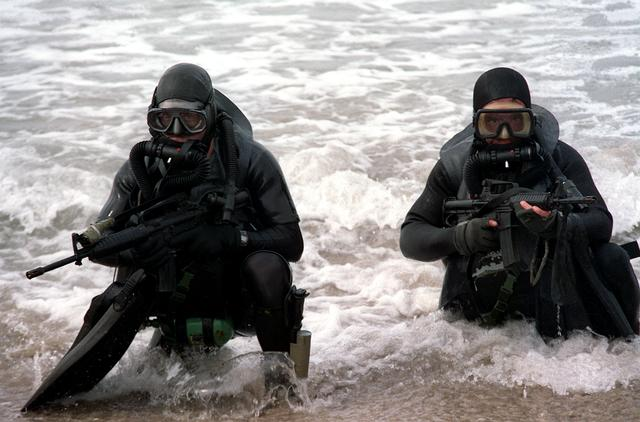
SEALs amb vestits de bus emergint de l'oceà.
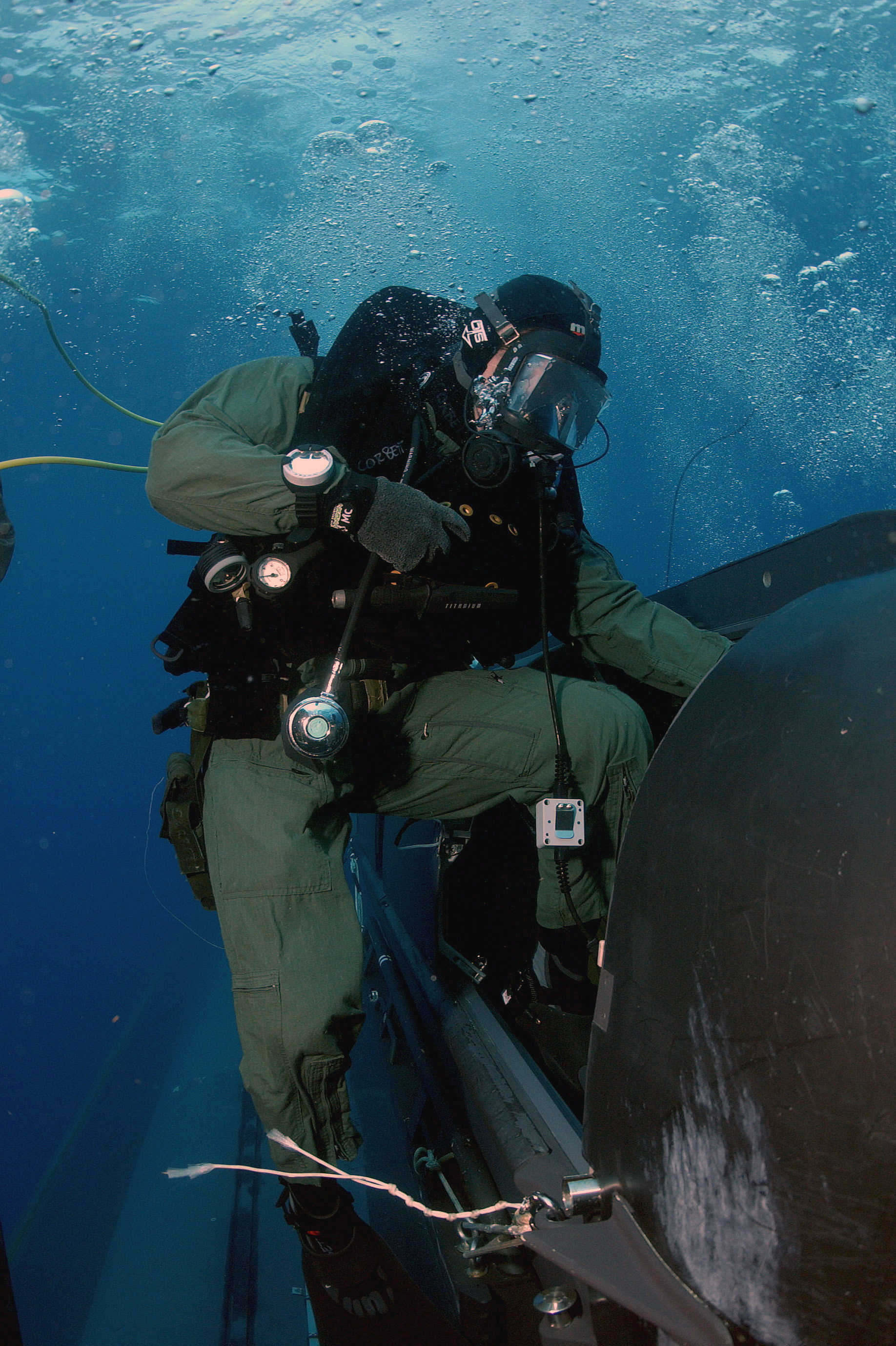
Un SEAL sortint d'un submarí.
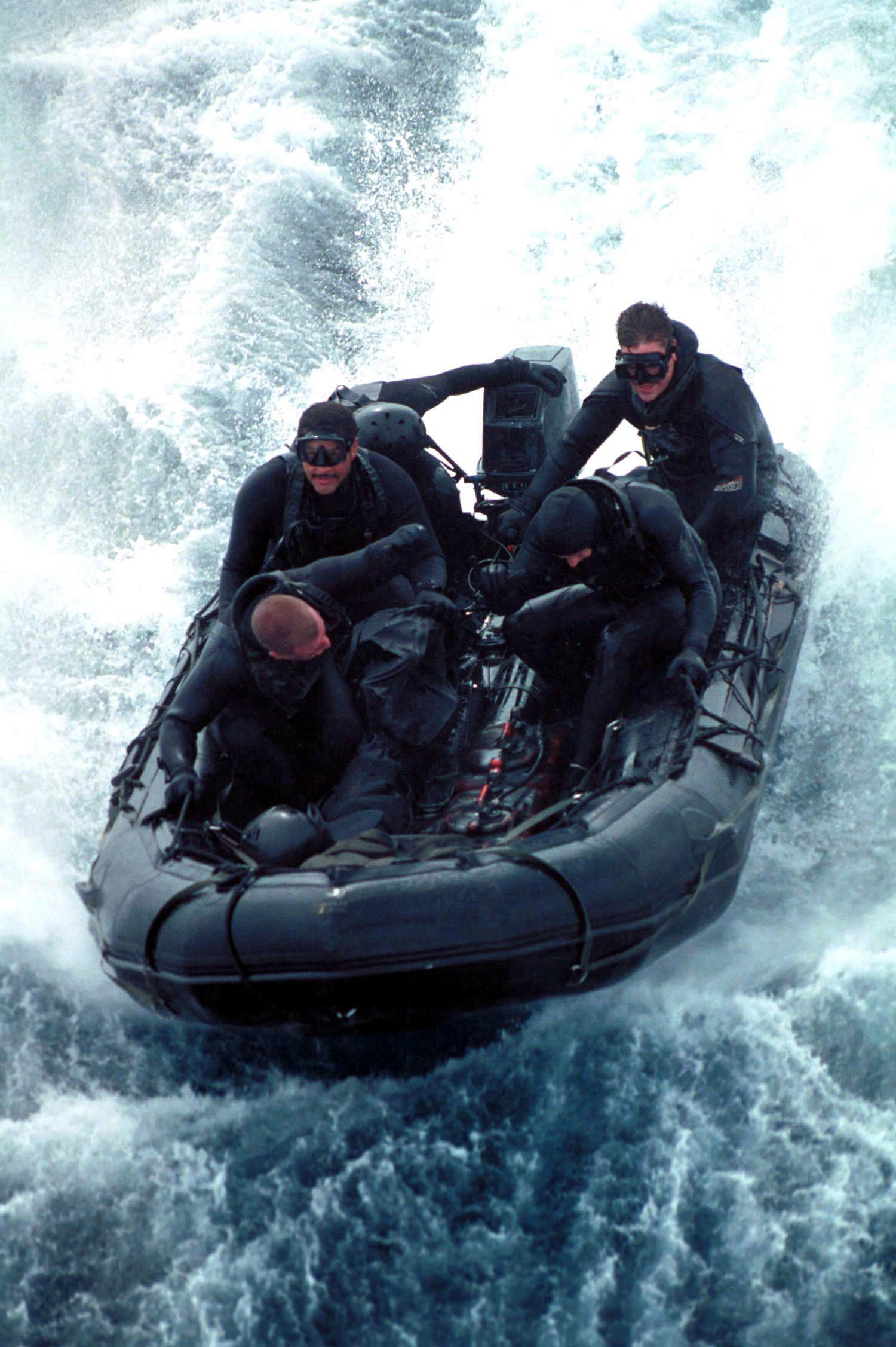
Un grup de SEALs en una llanxa semirrígida.
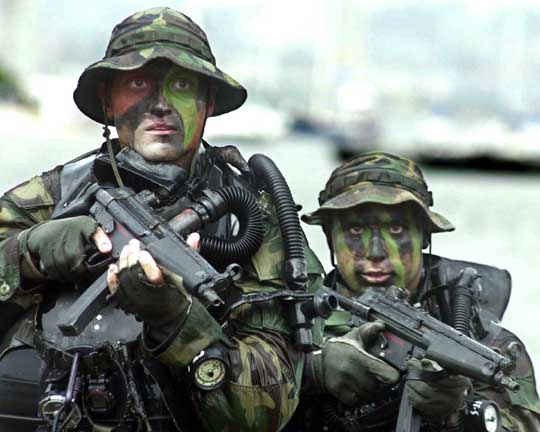
SEALs arribant a terra des del mar.

### Aire

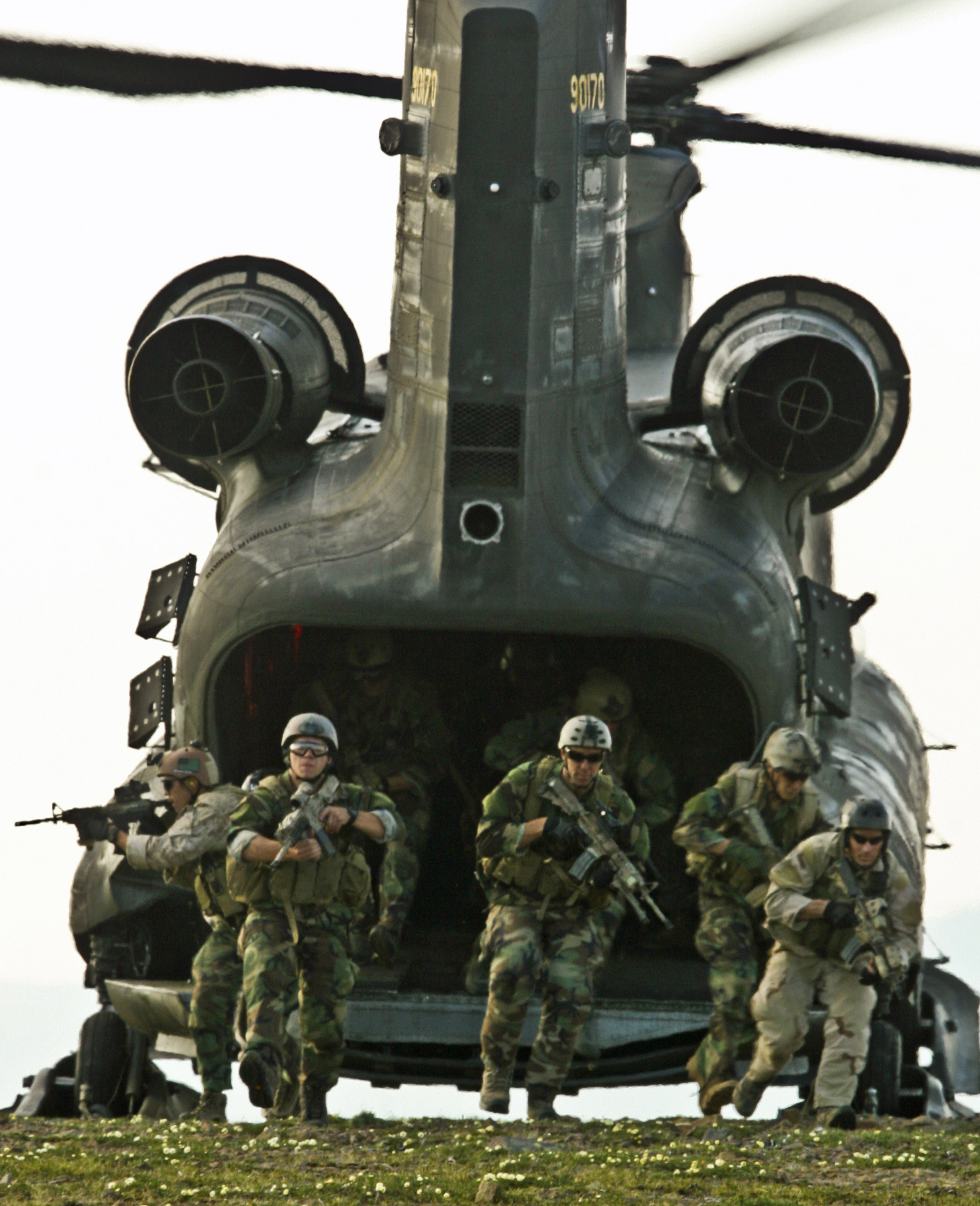
SEALs sortint d'un CH-47D Chinook.
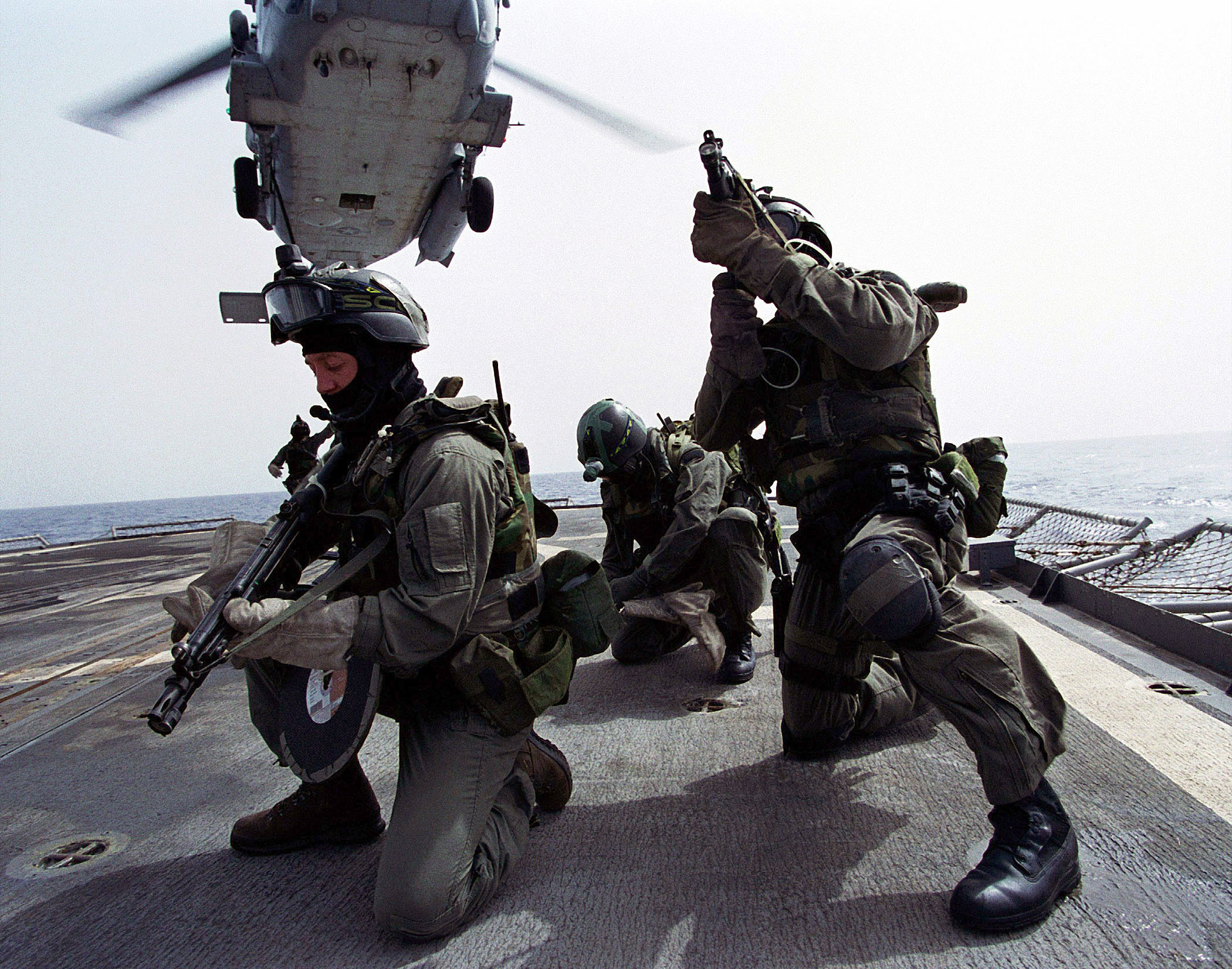
SEALs aerotransportats a la coberta d'un buc.
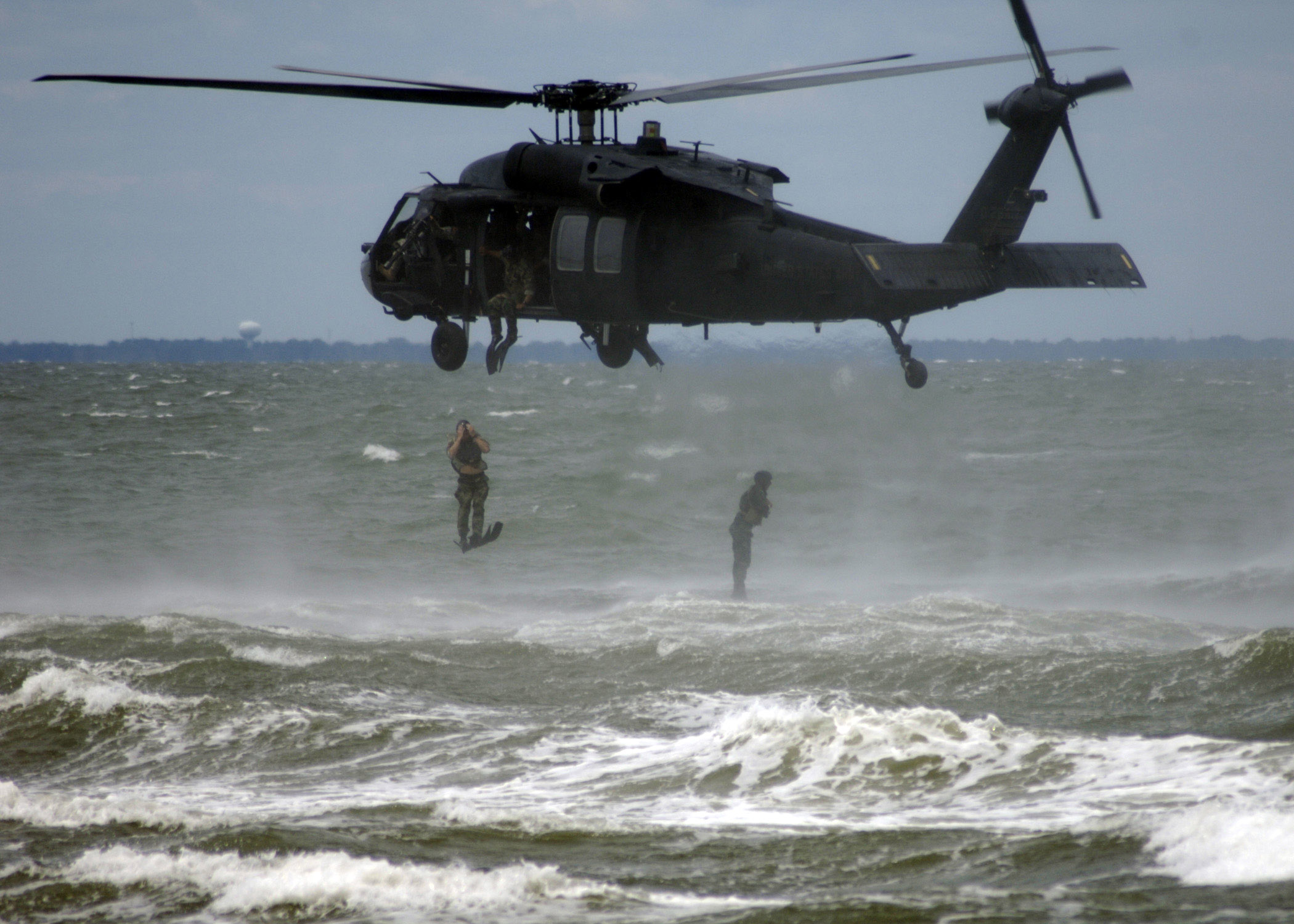
SEALs saltant al mar des d'un helicòpter UH-60 Black Hawk
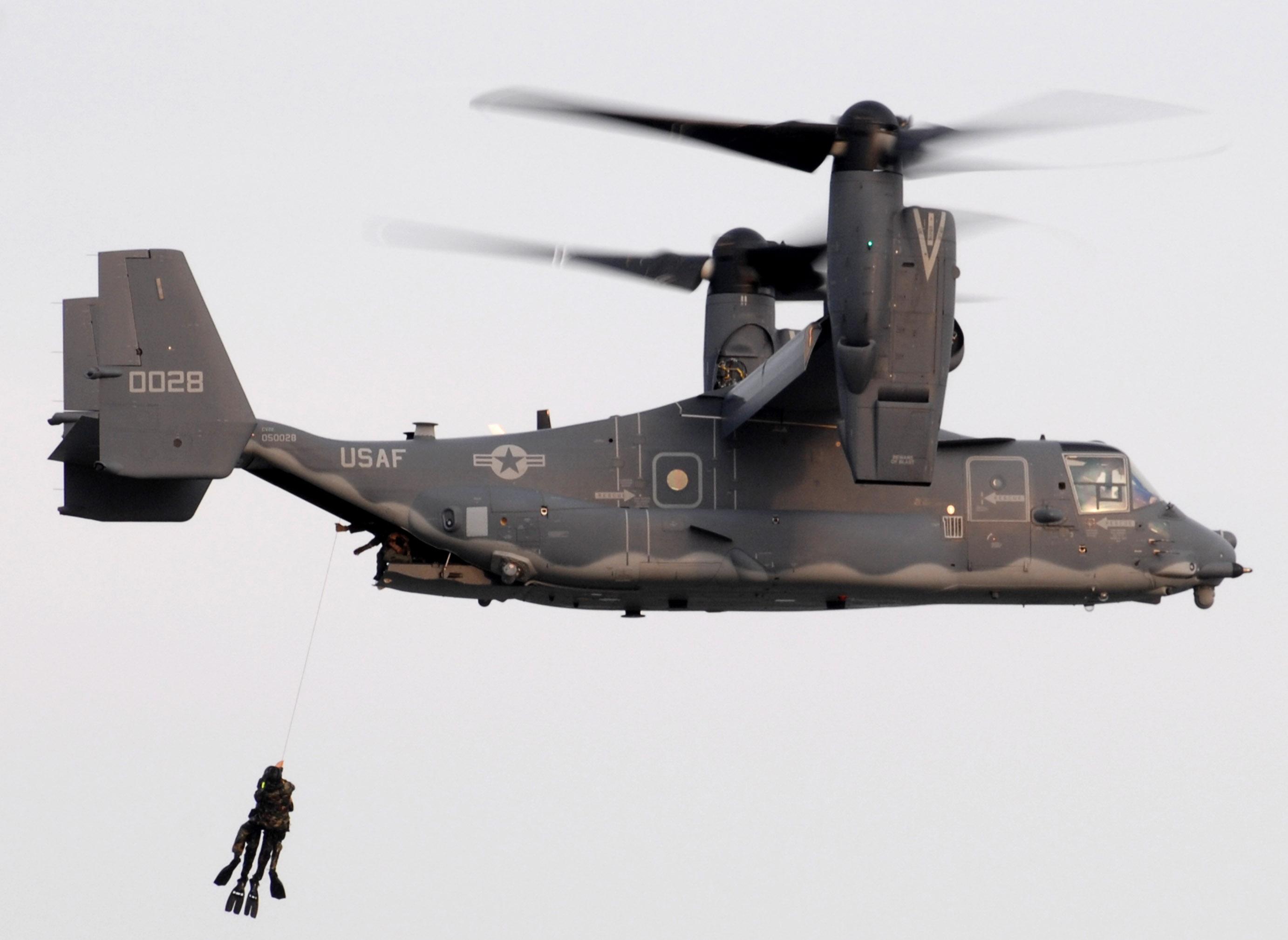
Dos bussos SEAL sent hissats per un convertiplà CV-22 Osprey.

### Terra

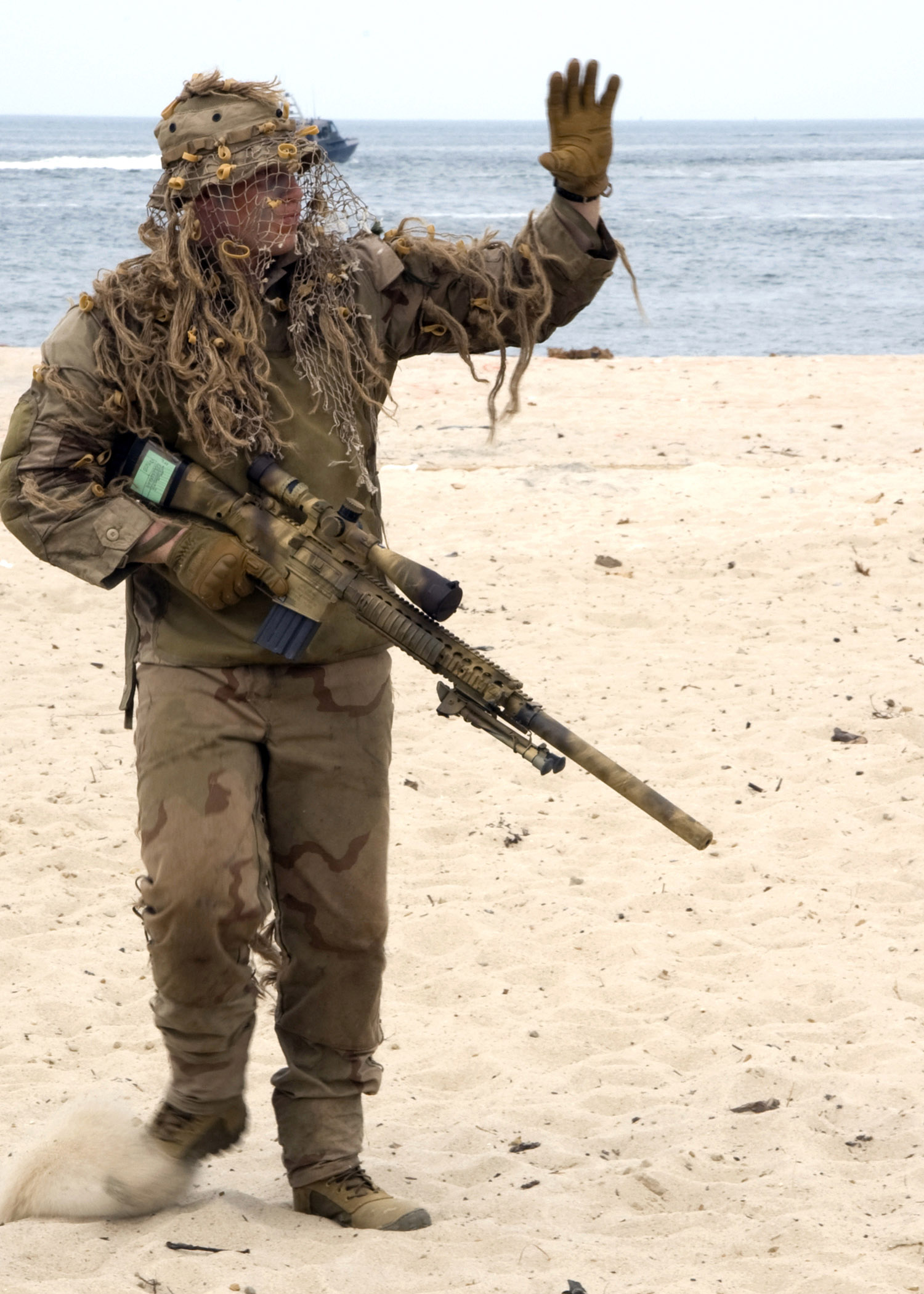
SEAL franctirador amb un fusell M110 SASS.
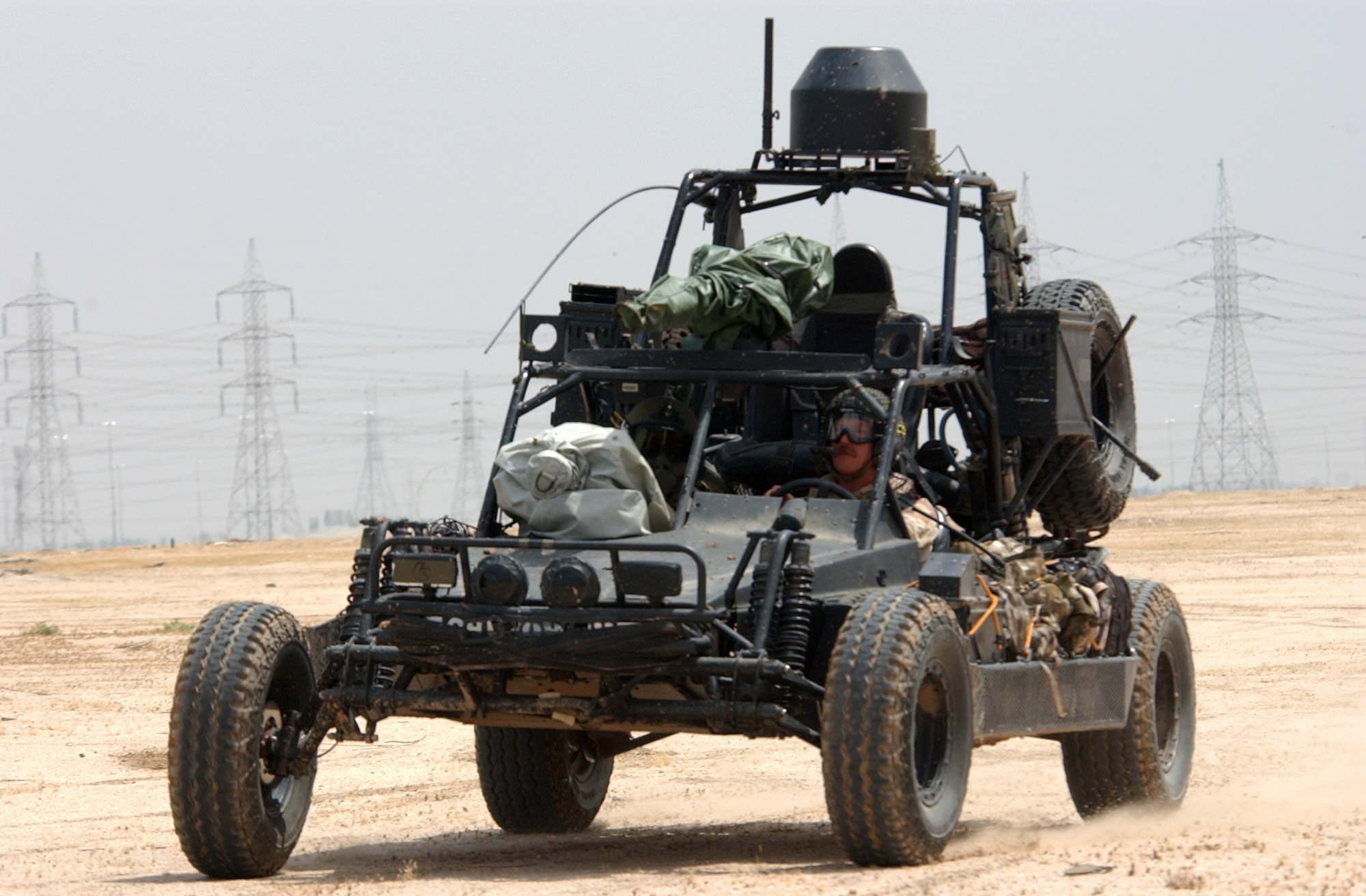
Vehicle d'alta mobilitat DPV utilitzat pels SEALs en zones desèrtiques.
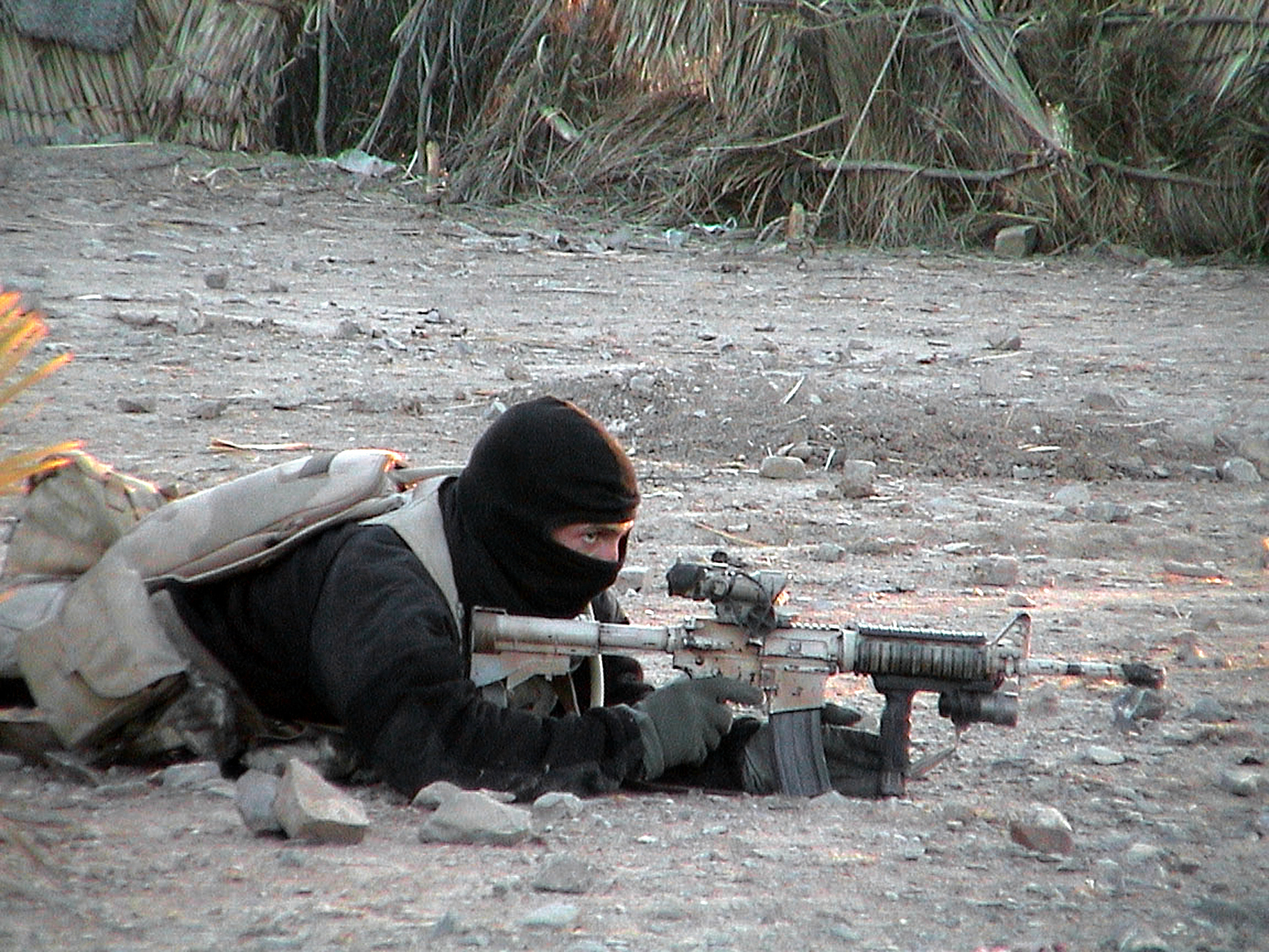
Un SEAL en una operació antitalibans en el 2002 durant la Guerra de l'Afganistan.
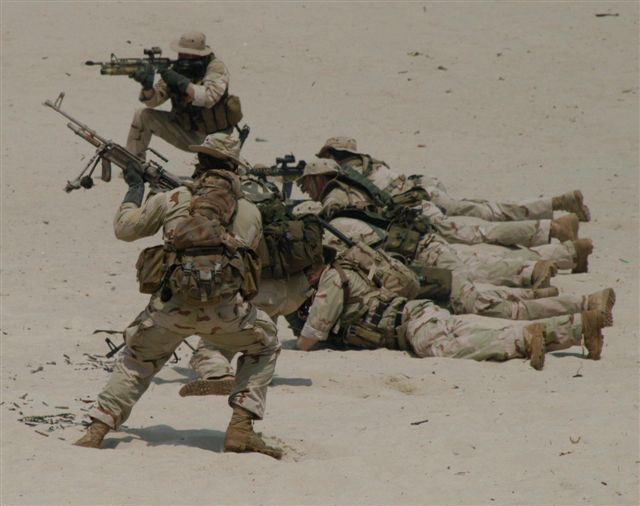
SEALs durant un entrenament de combat directe en desert.

## SEALs famosos
- Christopher Cassidy, astronauta. Va participar en la missió STS-127.
- Bob Kerrey, governador de Nebraska de 1983 a 1987 i senador per Nebraska de 1989 a 2001. Va ser premiat amb la Medalla d'Honor per accions durant la Guerra del Vietnam.
- Richard Machowicz, presentador del programa Armes del Futur de Discovery Channel.
- Michael A. Monsoor, premiat amb la Medalla d'Honor a títol pòstum per accions en la Guerra de l'Iraq.
- Erik Prince, fundador de Blackwater Worldwide.
- Theodore Roosevelt IV, besnet del president dels Estats Units Theodore Roosevelt.
- William Shepherd, comandant de l'Expedició 1 de l'Estació Espacial Internacional.
- Jesse Ventura, lluitador professional actor i governador de Minnesota (de 1999 a 2003).
- Neil Roberts, Oficial de primera classe, mort a l'Afganistan en el 2002 durant l'Operació Anaconda, i el primer Seal mort (oficialment) en servei des de 1989.
- Marcus Luttrell, únic supervivent de l'Operació Ales Vermelles en la Guerra de l'Afganistan.

## Els SEALs en la cultura popular
Els SEALs han resultat ser una bona font per realitzar pel·lícules, sèries televisives o videojocs amb ells com a protagonistes o com a rerefons. Entre altres produccions es pot citar:
- En la sèrie Hawaii Five-0, Alex O'Loughlin interpreta a Steve McGarrett, USN, Navy SEAL
- En la sèrie NCIS: Los Angeles LL Cool J interpreta a Sam Hanna, un exseal
- L'actriu Demi Moore va interpretar a una soferta aspirant a aquesta unitat en G.I. Jane.
- Llàgrimes del sol (Tears of the Sun) compta amb Bruce Willis com a tinent d'una unitat SEAL en missió de rescat a Nigèria.
- La sèrie JAG (Alerta Vermella) John M. Jackson interpreta a un ExSEAL al càrrec del JAG.
- En NCIS, Temporada 1, capítol 18, un exSeal escapa de la presó a la recerca de venjança del veritable assassí de la seva esposa
- En The Abyss els protagonistes han d'enfrontar-se a un SEAL descontrolat.
- En la saga de la pel·lícula Alerta Màxima, Steven Seagal interpreta a Casey Ryback, un ExSEAL i un dels millors dins del cos, especialitzat en lluita antiterrorista. En el primer lliurament interpreta a un cuiner dins del cuirassat Missouri de la Marina i en la segona part s'interpreta ja retirat i quan recull a la seva neboda per prendre un tren, ja que és segrestat per terroristes.
- En 1990 el director Lewis Teague va filmar una pel·lícula que tracta d'un equip de SEALS rescatant a una tripulació raptada per terroristes, que explica que aquests havien robat míssils Stinger. Amb la participació de Michael Biehn i Charlie Sheen com a protagonistes. Part de la pel·lícula va ser rodada en el submarí S-74 "Tramontana" de l'Armada Espanyola.
- En la línia de joguines de G.I. Joe, Wetsuit és un personatge introduït en la segona temporada de la sèrie animada de Sunbow i representa un SEAL de mal caràcter, però eficient a l'hora del combat.
- En les novel·les de l'escriptor nord-americà Tom Clancy, el personatge Clark (nascut Kelly) és un ExSEAL que va participar en desplegaments d'intel·ligència al Vietnam.
- En la pel·lícula "The Rock" (La Roca), Alcatraz és presa per un grup de Marines. El primer intent de rescat de l'illa és dut a terme pels SEAL's
- En la pel·lícula "XXX2" l'actor Ice Cube interpreta a l'ex SEAL "Darius Stone".
- Diversos videojocs han representat als SEAL amb el seu personatges:
  - La sèrie SOCOM: U.S. Navy SEALs és protagonitzat per aquestes unitats.
  - En Metal Gear Solid 2 podem veure als SEALs realitzant una missió de rescat d'ostatges.
  - Sam Fisher, protagonista de la sèrie Splinter Cell, va formar part dels SEALs en la història prèvia als jocs.
  - En Command & Conquer: Red Alert 2, estan disponibles solament en la campanya nord-americana, encara que també passen a estar disponibles en les partides Skirmish de la seva expansió Command & Conquer: Yuri's Revenge
  - En Counter Strike, defensant ostatges i matant terroristes.
  - En Rainbow Six, el Personatge Clark ExSEAL és un cap de comando d'elit internacional antiterrorista.
  - En Modern Warfare 2, com un dels equips antiterroristes d'aquest joc al costat dels Rangers.
  - En Urban Terror, com un clan llatinoamericà de nom Seals
  - En Middleman, una sèrie nova d'Animax, el protagonista era un exSeal
  - En Modern Warfare 2 en una missió el jugador forma part de la Task Force i lluita al costat dels SEAL contra l'Exèrcit rus
  - En el videojoc Outcast el personatge principal és un SEAL